# I'm a Slave 4 U
«I'm a Slave 4 U» (en español: «Soy una esclava para ti») es una canción R&B interpretada por la cantante estadounidense Britney Spears e incluida originalmente en su tercer álbum de estudio, Britney (2001). El dúo The Neptunes compuso y produjo el tema, el que Jive Records lanzó como primer sencillo del álbum durante el último cuatrimestre de 2001. Spears lo estrenó el 6 de septiembre de 2001 al presentarlo en el cierre de los MTV Video Music Awards 2001, en los que utilizó un traje que dejó buena parte de su cuerpo al descubierto mientras cargaba una serpiente albina. Pese a que la organización proanimal PETA la criticó arduamente, los medios y la audiencia la consideraron como una de las presentaciones más memorables de Spears. Por otro lado, la audiencia lo catalogó como el tercer mejor tema de Spears, según un sondeo realizado en julio de 2011 por la revista Rolling Stone, mientras que críticos como Alim Kheraj de Digital Spy lo enlistaron como uno de los mejores sencillos de la cantante.
Su video musical fue dirigido por Francis Lawrence, cuyos últimos trabajos incluían la dirección de videos musicales de las Destiny's Child y de los Backstreet Boys. Sus escenas muestran a Britney Spears y a sus bailarines casi al desnudo, realizando sugestivas coreografías en un sauna underground de Asia. En él, la cantante es retratada como una esclava de la música que, tras bailar y sudar, llega junto al resto casi al punto de la deshidratación, lo que provoca el deseo colectivo de beber agua. La audiencia lo catalogó como el segundo mejor video de Spears, según un sondeo realizado en enero de 2011 por Billboard.
Tras su lanzamiento, «I’m a Slave 4 U» ingresó instantáneamente al top 10 de las principales listas musicales de canciones de Alemania, Australia, Austria, Bélgica, Canadá, Dinamarca, España, Finlandia, Francia, Irlanda, Italia, los Países Bajos, Noruega, el Reino Unido, Suecia, Suiza y, a nivel continental, Europa. Además de ello, se convirtió en el primer éxito bailable de Britney Spears en los clubes de los Estados Unidos, llegando a posicinarse n.º 4 en la lista musical Dance/Club Play Songs de la revista Billboard.
En el año 2011, la revista Billboard catalogó a la presentación que Britney Spears realizó de «I’m a Slave 4 U» en los Billboard Musc Awards 2001, como una de las mejores presentaciones realizadas en la historia de los Billboard Music Awards. En el mismo año, la revista realizó un sondeo para determinar las mejores presentaciones en los MTV Video Music Awards, de los cuales la presentación que Spears realizó en la ceremonia del año 2001 fue seleccionada por la audiencia como la mejor presentación femenina en la historia de los premios. Por otro lado, la serie Glee versionó el tema.

## Antecedentes

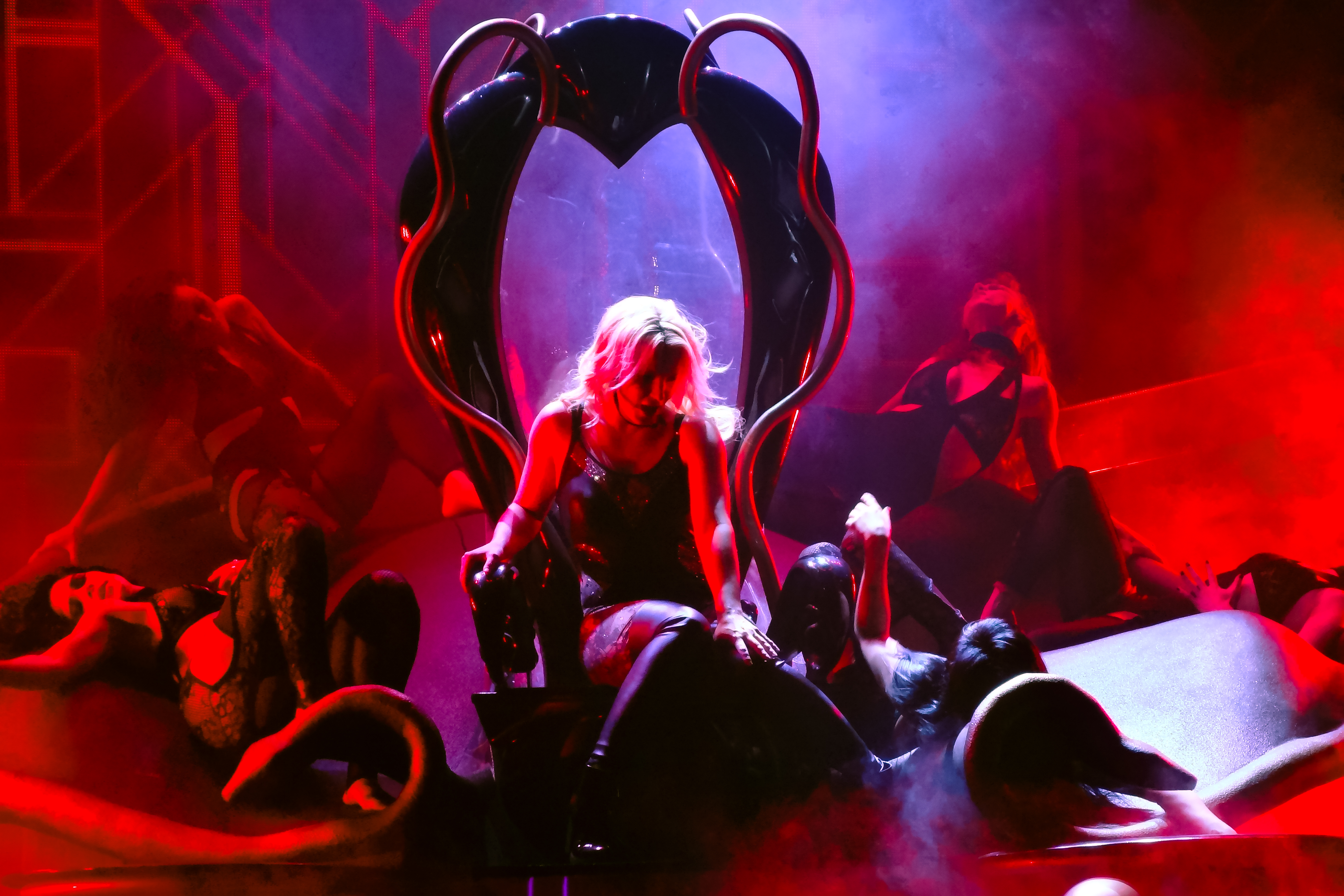
Spears durante la presentación de «I’m a Slave 4 U» en un espectáculo de la gira Britney: Piece of Me (2014).

El dúo estadounidense The Neptunes, compuesto por Pharrell Williams y Chad Hugo, compuso y produjo «I’m a Slave 4 U», y ofreció la canción originalmente a Janet Jackson. Antes de crear el tema, el dúo era uno de los más demandados en la industria del rap, mas el lanzamiento del sencillo los ayudó a convertirse en uno de los más demandados en la industria del pop. En octubre de 2001, Spears declaró que se había inspirado en una gran cantidad de hip hop y rhythm and blues mientras realizaba la gira Oops!... I Did It Again World Tour. Especificó que había estado escuchando al rapero Jay-Z y a las producciones de The Neptunes, por lo que manifestó su profundo deseo de trabajar con este último a los ejecutivos de Jive Records, pues quería que su tercer álbum fuera «grosero y funky».
La primera canción que grabó con The Neptunes fue una balada, mas finalmente solo «I’m a Slave 4 U» y «Boys» fueron incluidas en Britney. En respuesta a los críticos que señalaron que con el sonido «grosero» de la canción podría rebasar a su audiencia, ella declaró que su intención no era dejar de lado a sus seguidores más jóvenes, sino que quería que su música también llegara a una generación mayor. Además, especificó que no podía hacer una canción como «...Baby One More Time» por tercera vez (aludiendo de paso a «Oops!... I Did It Again»), pues consideraba que había cambiado como cantante.
Por su parte, Pharrell Williams declaró que quería hacer algo «más allá» que crear canciones comercialmente exitosas, pues deseaba «inyectar más variedad» y «reformular» el rhythm and blues, lo que sintió que quedó plasmado en «I’m a Slave 4 U». En 2013, Complex la enlistó como una de las mejores producciones de The Neptunes.

## Video musical

### Rodaje
El video musical de «I’m a Slave 4 U» fue dirigido por Francis Lawrence, quien trabajó por primera vez con la cantante y cuyos últimos trabajos incluían la dirección de videos de las Destiny's Child y de los Backstreet Boys. Su filmación se realizó en un estudio de sonido en Universal City, California, durante el fin de semana del Día del Trabajo del 1 al 2 de septiembre de 2001, solo semanas después del rodaje de «I'm Not a Girl, Not Yet a Woman».  Fue coreografiado por Wade Robson y Crystal Chewning, con coreografía adicional de la bailarina puertorriqueña y exesposa de Prince, Mayte García, quien enseñó la danza del vientre a la cantante. Spears declaró a MTV que la canción y el video realmente coincidían con quién era ella en ese momento. Por su parte, Lawrence quería que el video fuera mucho más allá de los clubes de baile «pulcros» de Los Ángeles o Nueva York, sino que quería algo global: «Se me ocurrió este concepto de tener este club en esta casa de baños asiática abandonada y que estuviera lleno de jóvenes viajeros de alrededor del mundo, del tipo de personas que irían a estos lugares exóticos lejanos para ir un lugar como este». Se tomó como referencia y se recreó la Ciudad amurallada de Kowloon en Hong Kong.

### Estreno y recepción
Su estreno tuvo lugar en el programa Making the Video de MTV el 24 de septiembre de 2001 a las 5 p. m. EST, mismo día que la canción se envió oficialmente a las radios. Solo dos días después, debutó en la primera posición del ranking Total Request Live de MTV, el que enlistaba los videos más solicitados por la audiencia.
El 25 de octubre de 2009, Jive Records lo publicó en la cuenta de Vevo de la cantante, donde recibió más de 117 millones de visualizaciones hasta agosto de 2019. En 2013, John Boone de E! Francia lo catalogó como el mejor video de la cantante.

## Rendimiento comercial

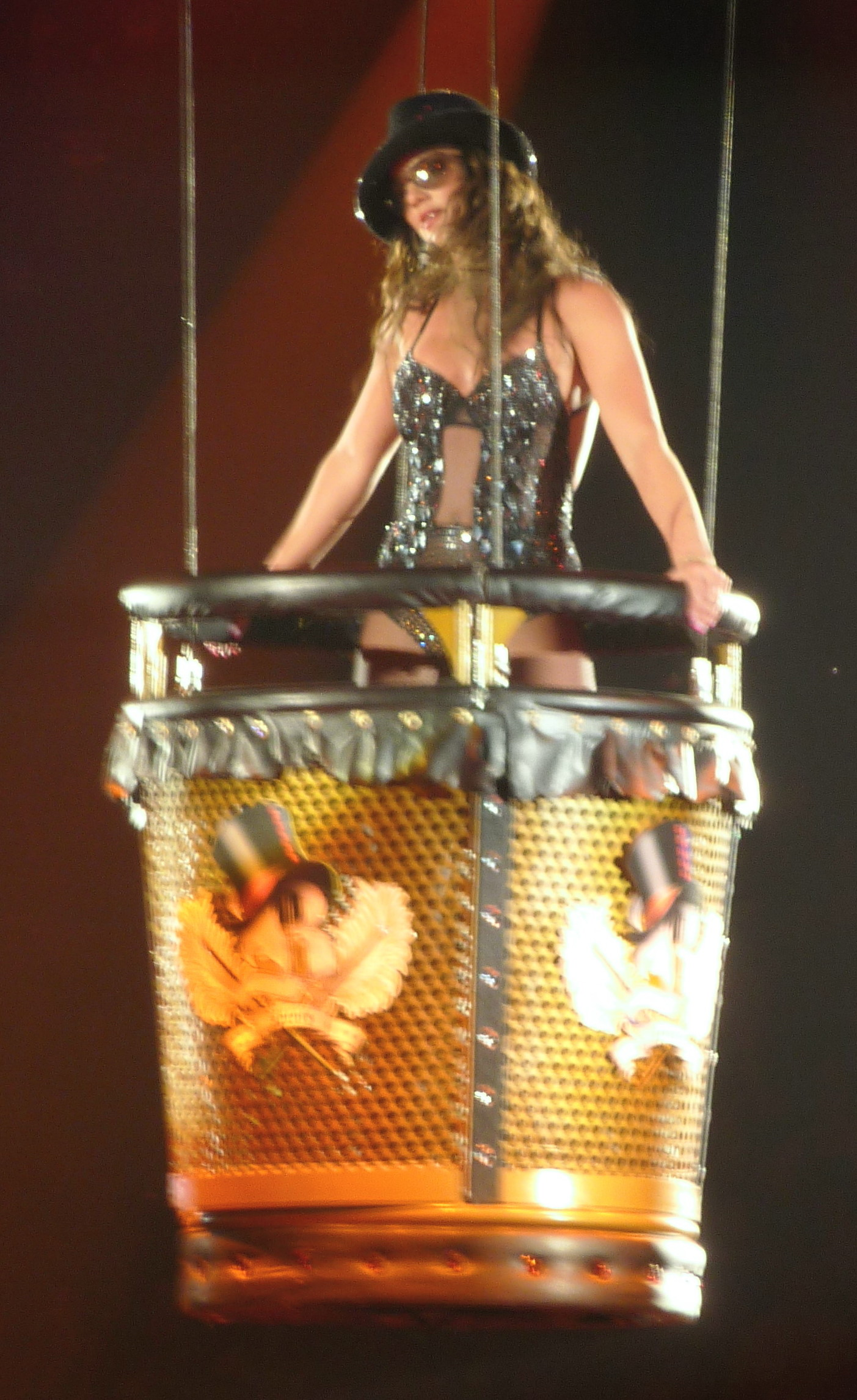
Spears durante la presentación de «I’m a Slave 4 U» en un espectáculo de la gira The Circus Starring: Britney Spears (2009).

«I’m a Slave 4 U» registró varios logros comerciales que lo convirtieron en uno de los sencillos más exitosos de 2001 y en el de mayor impacto comercial de Britney. En Europa se ubicó entre los diez primeros éxitos semanales en Alemania, Austria, Dinamarca, España, Finlandia, Francia, Irlanda, Italia, Noruega, los Países Bajos, Suecia, Suiza y las dos regiones de Bélgica, Flandes y Valonia. Además, consiguió las certificaciones de disco de plata en Francia, tras vender 125 000 copias, y de disco de oro en Suecia, Bélgica y Noruega, luego de vender 20 000, 15 000 y 5000 unidades, respectivamente, siendo uno de los cien sencillos más exitosos del año en Bélgica, Francia, los Países Bajos, Suecia y Suiza.
En el Reino Unido debutó en el cuarto puesto de la principal lista del país, la UK Singles Chart, donde se convirtió en el octavo sencillo de Spears en situarse entre los diez primeros lugares, según la edición del 27 de octubre de 2001 de la OCC. Además, fue el tema número 83 más exitoso de 2001 y consiguió la certificación de disco de oro de la BPI en 2023, tras alcanzar las 400 000 copias vendidas. El éxito de su publicación le llevó a debutar en el quinto puesto —el más alto que alcanzó— en la lista continental European Hot 100, solo detrás de superventas como «Can't Get You Out of My Head» de Kylie Minogue y «You Rock My World» de Michael Jackson, convirtiéndose en el noveno sencillo consecutivo de la cantante en ubicarse entre los diez primeros lugares.
Paralelamente, en Oceanía fue número 13 en Nueva Zelanda y debutó en el séptimo puesto en Australia, donde fue su quinto sencillo en situarse entre los diez primeros lugares y donde consiguió la certificación de disco de oro de la ARIA, tras vender 35 000 copias, siendo uno de los cien sencillos más exitosos del año.
A su vez, en América del Norte tuvo niveles de éxito diversos. En Canadá alcanzó el octavo puesto y se convirtió en su tercer sencillo en ubicarse entre los diez primeros lugares; mientras que en los Estados Unidos alcanzó el puesto número 27 en la principal lista del país, la Billboard Hot 100, según la edición del 1 de diciembre de 2001 de Billboard. Parte importante de esto se debió a su desempeño radial, el que en la misma edición lo llevó a alcanzar los lugares números 30 y 15 en las listas Radio Songs y Pop Songs, respectivamente, aunque dos semanas antes además había alcanzado el lugar número 73 en la cartelera de ventas Singles Sales. También llegó a los lugares número 85 en la lista urbana R&B/Hip-Hop Songs, al debutar en la edición del 22 de diciembre de 2001, y número 4 en la lista discotequera Dance/Club Play Songs, el que ocupó durante dos semanas consecutivas a partir de la edición del 12 de enero de 2002. De este modo, fue el primer sencillo de Spears en ingresar en ambas listas y en su primer éxito en las discotecas. En suma, hasta enero de 2011, vendió 32 000 copias físicas y 391 000 descargas en el país, siendo el sencillo más vendido de Britney, mientras que para fines del mismo año, era el vigésimo tema más exitoso de Spears en la Billboard Hot 100.

## Presentaciones
Spears presentó «I'm a Slave 4 U» en varias ceremonias de premios, programas de televisión y giras musicales, siendo una de las canciones más incluidas en sus repertorios. La primera vez que la presentó fue en los MTV Video Music Awards 2001, en el Metropolitan Opera House de Nueva York, el 6 de septiembre de 2001, en una puesta en escena que incluyó un tigre blanco enjaulado y una pitón birmana albina, la que sostuvo en sus hombros mientras bailaba. Aunque el uso de estas especies generó muchas críticas por parte de la organización de derechos de los animales Personas por el Trato Ético de los Animales (PETA), los medios la catalogaron como una de las presentaciones más icónicas de su carrera y de la ceremonia de los premios. En 2016, Joe Lynch de Billboard la catalogó como «posiblemente, la presentación más icónica de todos los tiempos del espectáculo». Otras actuaciones incluyeron varias apariciones en televisión para promocionar Britney. El 11 de octubre de 2001, la interpretó en The Tonight Show with Jay Leno, mientras que el 3 de noviembre de 2001, MTV transmitió un especial llamado Total Britney Live, donde la cantó con «Stronger» y «I'm Not a Girl, Not Yet a Woman». Dos días después, la interpretó en The Rosie O'Donnell Show y, al día siguiente, en The Late Show with David Letterman, en una presentación que Chris Willman de Yahoo! catalogó como una de las mejores de la cantante. Un mes después, el 4 de diciembre de 2001, la interpretó en la apertura de los Billboard Music Awards 2001 en Las Vegas, con una puesta en escena dentro de las fuentes del hotel y casino Bellagio.
Spears además la interpretó en el Dream Within a Dream Tour (2001 - 2002), en una puesta en escena similar a la de los MTV Video Music Awards 2001. Según Jim Farber de New York Daily News, «a pesar de todos los golpes y las molestias, los padres no tuvieron motivos para tapar los ojos de sus hijas». En el margen de promoción de su cuarto álbum de estudio, In the Zone (2003), el 4 de septiembre de 2003, la presentó junto con «Me Against the Music» y «...Baby One More Time» en los NFL Kickoff Live celebrados en el National Mall, mientras que el 14 del mismo mes, dio un concierto sorpresa en el Rain Nightclub del Palms Casino Resort de Las Vegas, donde la interpretó con las canciones antes mencionadas y con una nueva canción titulada «Breathe on Me». El 17 de noviembre de 2003, ABC transmitió un concierto especial titulado Britney Spears: In the Zone, donde la presentó como parte de un popurrí con «Boys». La cantante también la interpretó en The Onyx Hotel Tour (2004), cuya parte del repertorio fue descrita como «Los Picapiedra conocen Supervivientes».
Luego, presentó una versión corta en el The M+M's Tour (2007), mientras que en la gira The Circus Starring: Britney Spears (2009), la interpretó en un escenario «lleno de llamas y con una rutina de baile feroz» que logró «elevarse por encima de toda la efímera», según James Montgomery de MTV. En el Femme Fatale Tour (2011), incluyó tomas fetichistas de hombres desnudos y atados que se mostraban en las pantallas de fondo. En su residencia de conciertos en Las Vegas, Britney: Piece of Me (2013 - 2017), inicialmente comenzaba la presentación sentada en un trono rodeada de bailarinas que juegan en una fuente. Más tarde, sustituyó el trono por un caño. En mayo de 2016, la interpretó en el caño como parte de un popurrí de sus mayores éxitos en los Billboard Music Awards 2016, donde recibió el premio homenaje «Millennium Award», el que reconoce los logros de su carrera e influencia en la industria de la música. La presentación tuvo una muy buena acogida por la audiencia y los medios. Durante la promoción de su noveno álbum de estudio, Glory (2016), la interpretó en los festivales de música iHeartRadio Music Festival, Apple Music Festival, KIIS-FM Jingle Ball, Triple Ho Show y B96 Pepsi Jingle Bash Festival, así como también en la gira asiática Britney: Live in Concert (2017) y en el Piece of Me Tour (2018), el que recorrió América del Norte y Europa.

## Formatos
| CD-Maxi |                                  |          |  |
| N.º     | Título                           | Duración |  |
| 1.      | «I’m a Slave 4 U» (Main Version) | 03:23    |  |
| 2.      | «I’m a Slave 4 U» (Instrumental) | 03:23    |  |
| 3.      | «Intimidated»                    | 03:17    |  |
| 4.      | «Interview»                      | 04:16    |  |

| The Singles Collection BoxSet CD-Single |                   |          |  |
| N.º                                     | Título            | Duración |  |
| 1.                                      | «I’m a Slave 4 U» | 03:26    |  |
| 2.                                      | «Intimidated»     | 03:17    |  |

## Posicionamiento en listas

### Listas semanales
| País              | Lista                 | Primera semana          | Posición debut | Mejor posición | Semanas en la mejor posición | Semanas en la lista | Última semana           | Ref.   |
| ----------------- | --------------------- | ----------------------- | -------------- | -------------- | ---------------------------- | ------------------- | ----------------------- | ------ |
| América           |                       |                         |                |                |                              |                     |                         |        |
| Canadá            | Top 10 canciones      | 17 de noviembre de 2001 | 9              | 8              | 1                            | 2                   | 24 de noviembre de 2001 | [ 62 ] |
| Estados Unidos    | Billboard Hot 100     | 20 de octubre de 2001   | 68             | 27             | 1                            | 14                  | 19 de enero de 2002     | [ 47 ] |
| Estados Unidos    | Radio Songs           | 20 de octubre de 2001   | 71             | 30             | 1                            | 11                  | 29 de diciembre de 2001 | [ 48 ] |
| Estados Unidos    | Singles Sales         | 17 de noviembre de 2001 | 73             | 73             | 1                            | 1                   | 17 de noviembre de 2001 | [ 50 ] |
| Estados Unidos    | Pop Songs             | 13 de octubre de 2001   | 40             | 15             | 1                            | 13                  | 5 de enero de 2002      | [ 49 ] |
| Estados Unidos    | Dance/Club Play Songs | 24 de noviembre de 2001 | 46             | 4              | 2                            | 14                  | 23 de febrero de 2002   | [ 53 ] |
| Estados Unidos    | R&B/Hip-Hop Songs     | 22 de diciembre de 2001 | 85             | 85             | 1                            | 7                   | 2 de marzo de 2002      | [ 51 ] |
| Europa            |                       |                         |                |                |                              |                     |                         |        |
| Alemania          | Top 100 canciones     | 29 de octubre de 2001   | 3              | 3              | 1                            | 11                  | 5 de enero de 2003      | [ 25 ] |
| Austria           | Top 75 canciones      | 28 de octubre de 2001   | 22             | 6              | 2                            | 14                  | 3 de febrero de 2002    | [ 63 ] |
| Bélgica (Flandes) | Top 50 canciones      | 20 de octubre de 2001   | 16             | 6              | 2                            | 15                  | 26 de enero de 2002     | [ 64 ] |
| Bélgica (Valonia) | Top 50 canciones      | 20 de octubre de 2001   | 18             | 4              | 1                            | 16                  | 2 de febrero de 2002    | [ 65 ] |
| Dinamarca         | Top 20 canciones      | 26 de octubre de 2001   | 8              | 8              | 2                            | 10                  | 11 de enero de 2002     | [ 66 ] |
| España            | Top 20 canciones      | 20 de octubre de 2001   | 6              | 6              | 2                            | 4                   | 10 de noviembre de 2001 | [ 67 ] |
| Finlandia         | Top 20 canciones      | 28 de octubre de 2001   | 6              | 4              | 1                            | 8                   | 6 de enero de 2002      | [ 68 ] |
| Francia           | Top 100 canciones     | 27 de octubre de 2001   | 8              | 8              | 3                            | 35                  | 9 de enero de 2010      | [ 24 ] |
| Irlanda           | Top 50 canciones      | 18 de octubre de 2001   | 6              | 6              | 1                            | 7                   | 29 de noviembre de 2001 | [ 26 ] |
| Italia            | Top 20 canciones      | 25 de octubre de 2001   | 4              | 4              | 1                            | 3                   | 8 de noviembre de 2001  | [ 69 ] |
| Noruega           | Top 20 canciones      | 20 de octubre de 2001   | 5              | 3              | 1                            | 9                   | 15 de diciembre de 2001 | [ 70 ] |
| Países Bajos      | Top 100 canciones     | 27 de octubre de 2001   | 12             | 9              | 1                            | 12                  | 19 de enero de 2002     | [ 71 ] |
| Reino Unido       | Top 100 canciones     | 27 de octubre de 2001   | 4              | 4              | 1                            | 18                  | 2 de marzo de 2002      | [ 36 ] |
| Suecia            | Top 60 canciones      | 26 de octubre de 2001   | 7              | 7              | 1                            | 17                  | 15 de febrero de 2002   | [ 72 ] |
| Suiza             | Top 100 canciones     | 28 de octubre de 2001   | 11             | 7              | 1                            | 21                  | 14 de abril de 2002     | [ 73 ] |
| Europa            | Top 10 canciones      | 3 de noviembre de 2001  | 5              | 5              | 2                            | 5                   | 1 de diciembre de 2001  | [ 41 ] |
| Oceanía           |                       |                         |                |                |                              |                     |                         |        |
| Australia         | Top 50 canciones      | 28 de octubre de 2001   | 7              | 7              | 1                            | 8                   | 16 de diciembre de 2001 | [ 43 ] |
| Nueva Zelanda     | Top 50 canciones      | 4 de noviembre de 2001  | 46             | 13             | 1                            | 6                   | 9 de diciembre de 2001  | [ 42 ] |

### Listas anuales
| País              | Lista             | Año  | Posición | Ref.   |
| ----------------- | ----------------- | ---- | -------- | ------ |
| Europa            |                   |      |          |        |
| Alemania          | Top 200 canciones | 2001 | 101      | [ 74 ] |
| Bélgica (Flandes) | Top 100 canciones | 2001 | 12       | [ 30 ] |
| Bélgica (Valonia) | Top 100 canciones | 2001 | 5        | [ 31 ] |
| Francia           | Top 100 canciones | 2001 | 2        | [ 32 ] |
| Países Bajos      | Top 100 canciones | 2001 | 17       | [ 33 ] |
| Reino Unido       | Top 200 canciones | 2001 | 23       | [ 38 ] |
| Suecia            | Top 100 canciones | 2001 | 18       | [ 34 ] |
| Suiza             | Top 100 canciones | 2001 | 11       | [ 35 ] |
| Oceanía           |                   |      |          |        |
| Australia         | Top 100 canciones | 2001 | 29       | [ 44 ] |

## Certificaciones
| América del Norte |              |      |                  |         |        |
| Estados Unidos    | RIAA         | 2023 | Disco de platino | 1 000   | [ 75 ] |
| Europa            |              |      |                  |         |        |
| Bélgica           | BEA          | 2001 | Disco de oro     | 15 000  | [ 27 ] |
| Francia           | SNEP         | 2001 | Disco de oro     | 250 000 | [ 76 ] |
| Noruega           | IFPI Noruega | 2002 | Disco de oro     | 5000    | [ 29 ] |
| Reino Unido       | BPI          | 2023 | Disco de oro     | 400 000 | [ 39 ] |
| Suecia            | IFPI Suecia  | 2002 | Disco de oro     | 20 000  | [ 28 ] |
| Oceanía           |              |      |                  |         |        |
| Australia         | ARIA         | 2001 | Disco de oro     | 35 000  | [ 45 ] |

## Créditos
- Britney Spears — voz
- Pharrell Williams — composición, producción, instrumentación
- Chad Hugo — composición, producción, instrumentación
- Serban Ghenea — mezcla
- Andrew Coleman — grabación
- Brian Garten — grabación
- Ryan Smith — asistencia de ingeniería
- Tim Roberts — asistencia de ingeniería

Fuente: Discogs.